# Radiografia interproximal
La radiografia interproximal o d'aleta mossegada és una de les tècniques utilitzades en la radiografia intrabucal. La radiografia intrabucal és una tècnica exploratoria consistent en la col·locació, dins de la boca, de plaques radiogràfiques de diferent grandària que són impressionades, des de l'exterior, per un aparell de RAJOS X. Les tècnica de radiografia intrabucal interproximal també és coneguda amb el nom de tècnica d'aleta mossegada, la qual cosa indica la manera de subjecció de la placa.

## Tècnica interproximal
Les tècniques radiogràfiques es poden dividir per a fer el seu estudi més didàctic en: intrabucals, extrabucals i especials. Difereixen per tant en la ubicació de la pel·lícula i en les diferents maneres de portar a terme els procediments necessaris. El professional es troba a vegades amb diferents problemes odontològiques o malalties per als quals les tècniques intrabucals són una ajuda imprescindible, i amb alteracions d'altre tipus que requeriran l'ús de tècniques extrabucals o especials.
Entre les tècniques intrabucals es troben les interproximales. Són molt útils per a l'estudi sistemàtic i l'exploració de les càries dentals. S'aprecien càries interproximales i oclusals, però també alteracions pulpares, restauracions desbordants, recidives de càries sota aquestes, ajustaments de pròtesis fixes, cresta alveolar, límit amilocementari, etc. Per a la seua realització es poden seguir els passos següents:
- Col·locació del cap del pacient

- Col·locació de la pel·lícula

- Col·locació del tub en l'angulació vertical i horitzontal correctes.

Les pel·lícules duen una llengüeta o aleta, d'ací el seu nom, que se subjecta entre les arquejades d'oclusió. En una mateixa pel·lícula es poden observar les regions coronal i cervical de les dents superiors i inferiors alhora. El cap ha d'estar de manera que el plànol oclusal de l'arquejada superior siga horitzontal. L'angulació vertical recomanada oscil·la entre els zero i els deu graus. L'angulació horitzontal ha de ser perpendicular al sector de l'os radiografiat per a obtenir una bona anàlisi dels espais interdentaris.
Aquest tipus d'examen radiològic és còmode i ràpid, ja que les pel·lícules no es claven en el sòl bucal. Per aquest motiu és una exploració habitual per a la detecció de càries interproximales en xiquets.

## Procediments de localització
En general, aquesta tècnica es basa en el següent principi: tot objecte no visible clínicament i que en ser localitzat espacialment es representarà al costat d'un objecte de referència o una estructura anatòmica característica. La seua relació de posició modificada a partir dels canvis en l'adreça de projecció serà la base per a la seua localització. A manera de regla, s'afirma que tot objecte que es desplaça en la mateixa adreça que el llamp central estarà més prop del sistema de registre de la imatge i viceversa. De forma concreta, a manera d'exemple pràctic, en el cas de la localització més habitual, la d'un caní superior inclòs, si aquest es desplaça en major mesura en l'adreça del feix de llamps que l'incisiu lateral que habitualment es pren com referència, significa que estarà per palatí pel que fa a l'incisiu.
Altra forma possible de localització, més teòrica que pràctica, ve definida per la distància objecte-pel·lícula; tot el que es trobe proper a la pel·lícula es representarà amb major nitidesa i a grandària natural, mentre que el que es trobe allunyat de la pel·lícula apareixerà borrós i ampliat pel que fa a la seua mesura real.

## Limitacions
A pesar de la seua valuosa ajuda, les exploracions radiogràfiques tenen les següents limitacions:
- La radiografia és un gràfic d'estructures tridimensionals en una superfície plana i solament té dos plànols de l'espai, vertical i horitzontal, i per això no mostra la totalitat del procés patològic.

- Les radiografies no evidencien alteracions dels teixits blans, salve amb tècniques especials.

- A causa de les característiques dels RAJOS X, les imatges obtingudes experimenten fenòmens de deformació o distorsions verticals, horitzontals, per amplitud o per desplaçament.

Existeix la possibilitat d'oferir seudoimágenes patològiques per defectes tècnics de projecció o del sistema de revelat, és a dir, artefactes. Entre els errors més freqüents es troben els deguts a una dolenta col·locació de la pel·lícula en la boca, bé siga perquè aquesta no cobrix la totalitat de l'objecte a estudiar, quedant l'àrea periapical fora del camp o, el que és més rar, per la col·locació invertida amb la part posterior, portadora de la làmina de plom, cap al feix de llamps, amb el que s'obté una imatge poc exposada. A més poden donar-se imatges defectuoses per falta de centrat del feix de llamps sobre l'objecte o per una incorrecta angulació vertical o horitzontal.
Per tots aquests motius s'estan produint grans avanços quant a les tècniques de radiografia intrabucal digital, sent la seua utilització cada vegada més freqüent en odontologia. Avui dia existeixen dos procediments diferents per a obtenir aquest tipus d'imatges: la basada en el CCD i la qual ho fa en el sistema d'emmagatzematge de fòsfor; conegudes comunament amb el nom de sistemes amb cable o sense cable, respectivament.
Alguns autors albiren que la radiografia digital substituirà en un futur a la pel·lícula dental convencional. Entre les aplicacions d'utilitat per a la cirurgia bucal, destaca la valoració de l'os peri-implantari en els seus controls periòdics, per al que és molt útil la utilització del color, i la realització de comprovacions durant la intervenció sense necessitat d'esperar el processament de la pel·lícula convencional.